# In My Country There Is Problem
In My Country There Is Problem (Throw The Jew Down The Well) is een countrynummer van de fictieve Kazachse journalist Borat Sagdiyev, het alter-ego van Sacha Baron Cohen.
Het nummer begint met een couplet waarin het Kazachse wegennet wordt afgekraakt, en die in de put moet worden gegooid. Eén couplet later wordt de tekst veranderd, waarin niet het wegennet meer het grootste probleem voor Kazachstan is, maar de Joden, die in de put moeten worden gegooid zodat Kazachstan weer "vrij" kan zijn.
Hoewel het nummer in eerste oogopslag een antisemitische boodschap uitdraagt waarbij Kazachstan belachelijk wordt gemaakt, spot het lied toch met de Amerikanen die meezingen en -klappen. Baron Cohen heeft dit nummer dan ook opgenomen om aan te tonen hoe snel Amerikanen beïnvloedbaar zijn voor discriminerende uitingen.
Baron Cohen zong het nummer in een countrymuziekbar in Tucson (Arizona), voor de negende aflevering van Da Ali G Show. Deze aflevering heet Peace.